# Mala Reka, Bajina Bašta
Mala Reka (izvirno srbsko Мала Река) je naselje v Srbiji, ki upravno spada pod Občino Bajina Bašta; slednja pa je del Zlatiborskega upravnega okraja.

## Demografija
V naselju živi 393 polnoletnih prebivalcev, pri čemer je njihova povprečna starost 41,8 let (40,4 pri moških in 43,2 pri ženskah). Naselje ima 151 gospodinjstev, pri čemer je povprečno število članov na gospodinjstvo 3,19.
To naselje je popolnoma srbsko (glede na rezultate popisa iz leta 2002).
|  |

| Demografija | Demografija     | Demografija     |
| Leto        | Št. prebivalcev | Št. prebivalcev |
| ----------- | --------------- | --------------- |
|             |                 |                 |
|             |                 |                 |
|             |                 |                 |
|             |                 |                 |
| 1948        | 698             |                 |
| 1953        | 825             |                 |
| 1961        | 755             |                 |
| 1971        | 714             |                 |
| 1981        | 616             |                 |
| 1991        | 527             | 521             |
| 2002        | 497             | 489             |
|             |                 |                 |

| Etnična sestava po popisu iz leta 2002 | Etnična sestava po popisu iz leta 2002 | Etnična sestava po popisu iz leta 2002 | Etnična sestava po popisu iz leta 2002 | Etnična sestava po popisu iz leta 2002 |
| -------------------------------------- | -------------------------------------- | -------------------------------------- | -------------------------------------- | -------------------------------------- |
| Srbi                                   | Srbi                                   |                                        | 489                                    | 100,0%                                 |
| Neznano                                | Neznano                                |                                        | 0                                      | 0,0%                                   |